# Байрамова, Фаузия Аухадиевна
Байрамова Фаузия Аухадиевна (тат. Фәүзия Аухади кызы Бәйрәмова; род. 5 декабря 1950 года в деревне Сабай Сабинского района Татарской АССР) — татарская писательница, видный общественный деятель, правозащитница, кандидат исторических наук (2006), председатель партии «Иттифак», известная деятельница татарского националистического движения и политической оппозиции в Татарстане.

## Биография
После окончания средней школы Фаузия Байрамова продолжила своё образование в Казани, сначала в театральной школе, потом на филологическом факультете Казанского государственного университета (1983—1989). Она начала свою профессиональную карьеру с работы на местной студии телевидения в Казани. Позже работала редактором в книжном издательстве.
В 1986 году, став состоявшимся писателем, была принята в Союз писателей СССР. Её литературные произведения включают такие работы, как «Болын» («Луг», 1986), «Сəнгать дɵньясына сəяхəт» («Путешествие в мир искусства», 1989), «Моң» («Мелодия», 1991), «Мəйдан татарларны кетə» («Площадь ждет татар», 1992), «Кара урман» («Чёрный лес», 1997), «Безне онытмагыз» («Не забывайте нас», 1998) и «Дəверлəр күчешендə» («На переходе веков», 1998). В 1994-98 годах была членом президиума Союза писателей Татарстана.

## Политическая деятельность

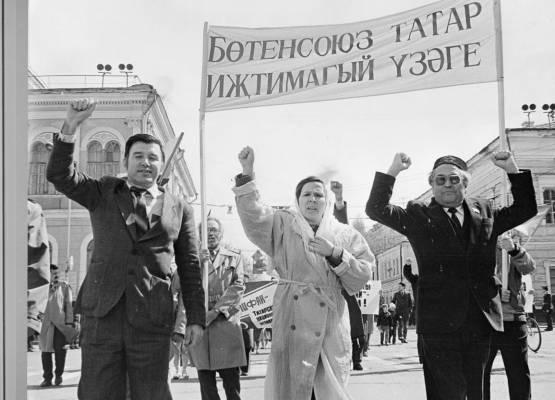
Байрамова на демонстрации татарской националистической партии «Иттифак» в Казани, 1991 г.

Активной политической деятельностью занимается с 1989 г. Входила в инициативный центр Народного фронта Татарстана (1989), но вскоре вышла из него из-за политических разногласий. С 1989 г. участвовала в деятельности Татарского общественного центра (ТОЦ), стала одним из основателей «Иттифак» — первой некоммунистической партии в Татарстане. Главной целью партии «Иттифак» является достижение независимости Татарстана и установление демократической политической системы в республике. На первом съезде партии Байрамова была выбрана её председателем и была повторно избрана на тот же пост на четвёртом съезде в 1997 году.
Издавала свою газету «Алтын Урда» («Золотая Орда») до её закрытия властями Татарстана. В 1990—1995 гг. была народным депутатом Республики Татарстан.
В российских СМИ считается активным противником «российского колониализма» и обвиняется в благосклонном отношении к так называемой «освободительной миссии германского национал-социализма». Фаузия Байрамова многими считается лидером радикального крыла татарского национального движения («бабушка татарского национализма»). В последние годы начала постепенно отходить от активной политической деятельности в связи с ухудшающимся здоровьем.
В 2010 году судом г. Набережные Челны была признана виновной в разжигании межнациональной розни и осуждена на 1 год условно за распространение текста резолюции сессии милли меджлиса от 20 декабря 2008 года, на которой был утверждён состав «правительства Татарстана в изгнании» и обращение «ко всем государствам мира и ООН» с просьбой признать государственный суверенитет Татарстана, «провозглашённый 30 августа 1990 года».
В 2014 году была вновь признана виновной в разжигании межнациональной розни (статья 282, ч.1) и осуждена на 1 год условно за публикацию в соцсетях записи «Звери и жертвы» и «Заявления милли меджлиса татарского народа по ситуации на Украине и в Крыму».
Является постоянной участницей ежегодной политической акции «День памяти и скорби татарского народа» (тат. Хәтер көне), проводящейся в Казани в годовщину взятия столицы Казанского ханства войсками Ивана Грозного.

## Литературная деятельность
Автор более 30 художественных, публицистических, поэтических книг и сотен статей на татарском и русском языках. Автор книг:
- «Болын» (рус. «Луг», 1986),
- «Сəнгать дɵньясына сəяхəт» (рус. «Путешествие в мир искусства», 1989),
- «Моң» (рус. «Мелодия», 1991),
- «Мəйдан татарларны кетə» (рус. «Площадь ждет татар», 1992),
- «Кара урман» (рус. «Лес дремучий», 1997),
- «Безне онытмагыз» (рус. «Не забывайте нас», 1998),
- «Дəверлəр күчешендə» (рус. «На переходе веков», 1998),
- «Соңгы намаз» (рус. «Последний намаз», 2000),
- «Ядерный архипелаг или атомный геноцид против татар» (2005),[9]
- «Кучум хан» (2007),[10] и др.

## Награды и премии
Награждена медалью «В память 1000-летия Казани», знаком «За вклад в культуру», лауреат премии имени Гаяза Исхаки.

## Семья
Фаузия Байрамова проживает в городе Набережные Челны.
У неё двое детей: дочь Зульфия Кадырова в настоящее время живёт в США и работает над докторской диссертацией по истории ислама. Сын, Сулейман, в 2000 году обучался в исламском университете в Малайзии.
В 1992 году Фаузия Байрамова посетила Саудовскую Аравию и совершила хадж.